# José Antonio Rodríguez Martínez
José Antonio Rodríguez Martínez (Santander, Cantabria, 27 de mayo de 1931) es un abogado, político y empresario español. Fue el primer presidente de la comunidad autónoma de Cantabria, y el último de la Diputación Provincial de Santander.

## Biografía
Cursó la carrera de Derecho, en calidad de alumno libre, en la facultad de Oviedo, y obtuvo el título correspondiente en el año 1953.
En el año 1979 fue reclutado por Unión de Centro Democrático para participar en las elecciones municipales, como número dos de Juan Hormaechea en la lista al Ayuntamiento de Santander. A raíz de lo cual, obtuvo su acta de concejal y fue propuesto para el cargo de presidente de la Diputación Provincial, resultando elegido el 27 de abril del año 1979, con el apoyo de 18 de los 27 diputados provinciales.
Una vez firmado el Estatuto de Autonomía de Cantabria y en el proceso de elección de presidente de la Diputación Regional, José Antonio Rodríguez y siete diputados más, pertenecientes al grupo parlamentario de Unión de Centro Democrático, disintieron de sus restantes compañeros. Con el apoyo del Partido Socialista de Cantabria, Rodríguez fue investido el 15 de marzo de 1982 como primer presidente de la autonomía cántabra. Tomó posesión del cargo el 13 de abril.
Con la llegada de las primeras elecciones autonómicas, en mayo de 1983, José Antonio Rodríguez encabezó la lista de la Coalición Popular en calidad de independiente, no sin soportar diferentes presiones para que se afiliara a Alianza Popular. El 8 de mayo de 1983, el resultado de los comicios confirmó a José Antonio Rodríguez como presidente de Cantabria.
El 1 de diciembre de 1983 cesó al consejero de Obras Públicas, Francisco Ignacio de Cáceres, miembro de AP. Este hecho desencadenaría una prolongada crisis, apartada desde las elecciones autonómicas.
El 10 de enero de 1984, en una sesión plenaria de la Asamblea Regional, 30 de los 35 diputados le retiraron su confianza. Únicamente su propio voto y el de los 4 diputados regionales del PDP respaldarían la gestión presidencial. El conflicto continuó hasta el 2 de marzo del año 1984, fecha en la que dimitió públicamente de su cargo. Tras su dimisión se afilió al Partido Demócrata Popular pero ya no volvería a adquirir protagonismo en la vida política de Cantabria a nivel autonómico.
En las elecciones municipales de 1987, fue elegido concejal del Ayuntamiento de Valle de Villaverde, entonces denominado Villaverde de Trucios.

## Véase también

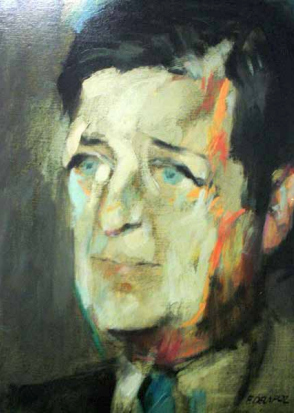
Retrato de Rodríguez como presidente de la Diputación Provincial de Santander